# 玉湖镇
玉湖镇，是中华人民共和国广东省揭阳市揭东区下辖的一个乡镇级行政单位。

## 行政区划
玉湖镇下辖以下地区：
玉湖社区、吴厝村、玉联村、浮山村、东寮村、詹厝村、坪上村、新寮村、郑厝村、洪厝埔村、汾水村、姑山村、玉牌村、北坑村、观音山村、马料堂村、大坑村、下坡村、洋边村、湖岗村和林厝村。